# Kállay Lipót
Nagy-kállói Kállay Lipót (Napkor, 1855. február 24. – Nyírbogdány, 1920. július 27.) országgyűlési képviselő.

## Élete
Középiskoláit mint konviktor a pesti kegyesrendieknél végezte; egyetemi tanulmányait a budapesti egyetemen hallgatta; közben azonban Londonban és Oxfordban látogatta az egyetemet. 1876-ban a Konstantinápolyba Abdul Kerimnek kardot vivő küldöttség tagja volt; ez alkalommal kapta a Medsidje-rendjelt. Egyetemi tanulmányait elvégezvén, Szabolcs vármegye tiszteletbeli aljegyzője lett, mely állásáról csakhamar leköszönt, mivel a vármegye közigazgatási bizottsági taggá választotta. Gazdálkodása mellett élénk részt vett a vármegye közigazgatási, társadalmi és politikai életében; 1892-től a nyírbogdáni kerületet függetlenségpárti programmal képviselte. Az igazoló állandó bizottságnak rendes tagja, a közlekedésügyi bizottság és a függő államadósságokat ellenőrző bizottság tagja volt.
A Nyirvidéknek (Nyíregyházán) munkatársa volt.